# Avelignese
L’Avelignese constitue la souche des chevaux d'origine Haflinger élevée en Italie.

## Dénomination et source
Le nom italien d'« Avelignese » est tiré de la traduction du nom allemand du village de Hafling, qui est Avelengo, ou précédemment Aveligna.
Elwyn Hartley Edwards décrit le Haflinger comme une race autrichienne, et l'Avelignese comme une race italienne.

## Histoire
En 1904, la première coopérative d'éleveurs de chevaux de race Haflinger est créée à Mölten, dans le Tyrol du Sud, dans le but d'améliorer les procédures de sélection, d'encourager un élevage pur, et d'établir un stud-book enregistrant les étalons. La Première Guerre mondiale entraîne l'enrôlement militaire de nombreux chevaux et l'interruption des programmes d'élevage. Selon les termes du Traité de Saint-Germain-en-Laye, le Tyrol du Sud (dont Hafling / Avelengo) est cédé à l'Italie, tandis que le Nord reste en Autriche. Les chevaux passés du côté italien prennent alors le nom d'« Avelignese ». Cette séparation est extrêmement néfaste pour la race, puisque la majorité des juments reproductrices se trouve au sud, en Italie, pendant que les meilleurs étalons reproducteurs sont gardés dans les haras autrichiens du nord.

## Description
L'Avelignese est rigoureusement semblable au Haflinger, bien que parfois légèrement plus grand, d'après Elwyn Hartley Edwards. Son modèle est aussi un peu plus lourd que celui du Haflinger autrichien.
L'encyclopédie de CAB International (2016) indique une taille moyenne de 1,39  à   1,42 m.

## Diffusion de l'élevage

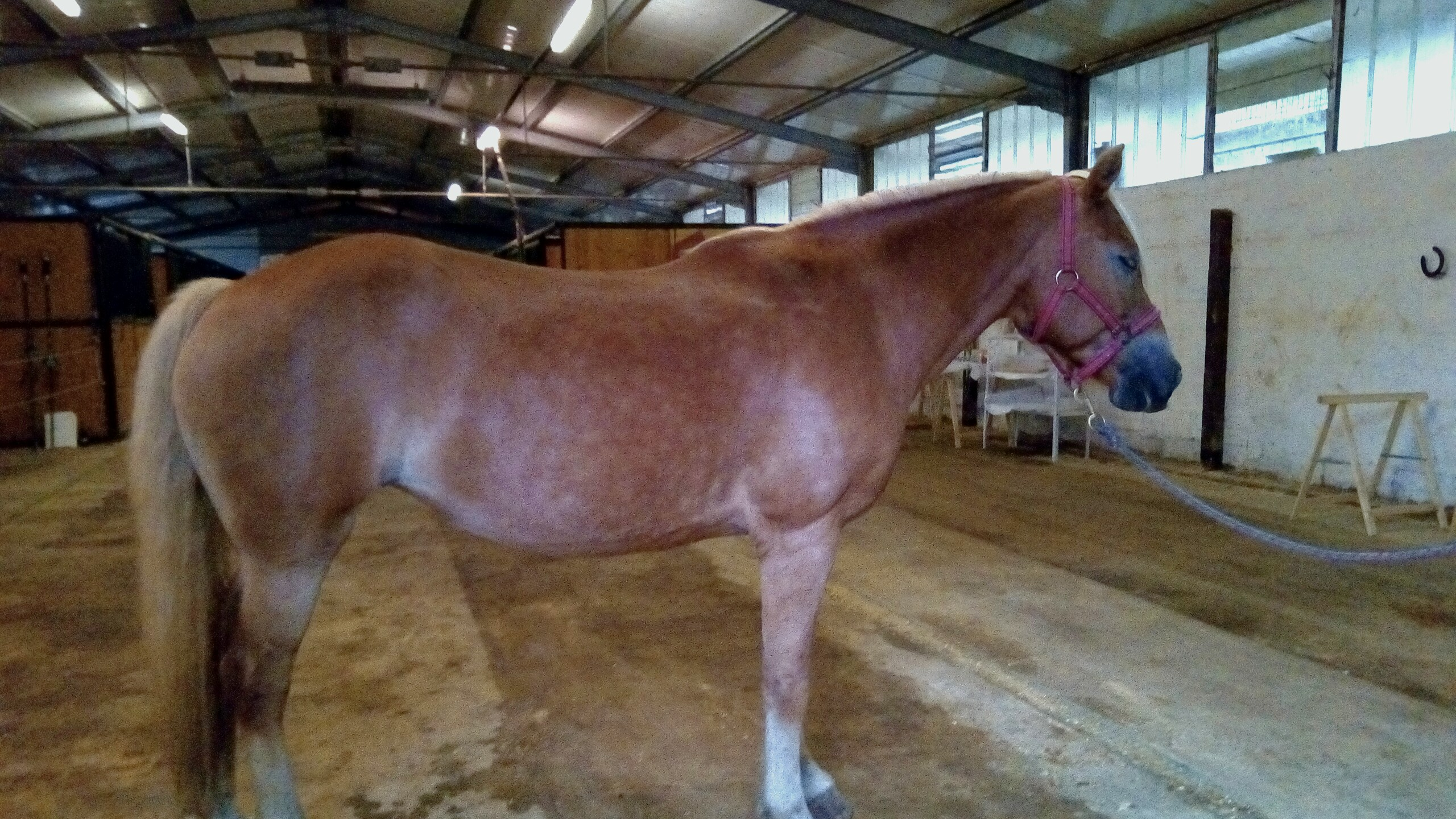
Avelignese.

La FAO reconnaît séparément l'Avelignese et l'Avelignese traditionnel comme des races de chevaux italiennes, bien qu'en 2007 seuls 13 animaux de type traditionnel existent, incluant un unique étalon reproducteur,. Toutes les autres organisations de races ne reconnaissent qu'un seul type.
Le type Avelignese traditionnel, présent en Italie, est considéré comme « en danger critique d'extinction » par la FAO, en 2007.